# Andrzej Renes
Andrzej Renes (ur. 1958 w Grodkowie) – polski rzeźbiarz.

## Życiorys
Naukę rzeźby rozpoczął w Liceum Sztuk Plastycznych im. Antoniego Kenara w Zakopanem. Studiował na Akademii Sztuk Pięknych w Warszawie, kończąc studia dyplomem u prof. Stanisława Słoniny, a w latach 1985–1986 przebywał na stypendium w Brukseli, studiując na Académie Royale des beaux-arts.
Od 1987 jest zatrudniony w Ośrodku Rehabilitacji Dzieci i Młodzieży w Mielnicy nad Gopłem.
Poza twórczością rzeźbiarską zajmuje się dziećmi niepełnosprawnymi. Wydał 4 książki edukacyjne dla dzieci niewidomych. Jest prezesem Fundacji RenesArt.
Jego pracownia mieści się przy ul. Bajana 34 w Warszawie. Prowadzi także Galerię Renesowo w Nowych Gutach.

### Ważniejsze prace
- 1986 – Pomnik Kardynała Stefana Wyszyńskiego w Warszawie[1]
- 1993 – Pomnik Stefana Starzyńskiego na placu Bankowym w Warszawie[1]
- 1994 – Pomnik Premiera Władysława Grabskiego w Łowiczu[1]
- 1994 – Drzwi wejściowe do katedry polowej Wojska Polskiego w Warszawie[1]
- 1995 – Popiersie Kornela Makuszyńskiego w Zakopanem[1]
- 1996 – Pomnik Księdza Piotra Skargi w Grójcu[1]
- 1998 – Pomnik Księcia Michała Kleofasa Ogińskiego w Guzowie[1]
- 1998 – Pomnik Katyński w Warszawie
- 1999 – Pomnik Marszałka Józefa Piłsudskiego w Komorowie (rekonstrukcja pomnika z roku 1932 zburzonego w roku 1950, dzieła Antoniego Miszewskiego)[1]
- 2002 – Popiersie Eugeniusza Kwiatkowskiego w Łazienkach[4]
- 2003 – Pomnik Studenta w Warszawie
- 2003 – Pomnik Fryderyka Chopina w Tiranie (Albania)[5]
- 2005 – Pomnik Księdza Ignacego Skorupki w Warszawie
- 2006 – Pomnik Praskiej Kapeli Podwórkowej w Warszawie[1]
- 2007 – Pomnik „Wiktora” przed gmachem TVP w Warszawie
- 2010 – Pomnik ofiar katastrofy smoleńskiej w kaplicy św. Doroty bazyliki Mariackiej w Gdańsku[1]
- 2010 – Figura Chrystusa „Jezu ufam tobie” w katedrze w Oliwie[6]
- 2011 – Tablica pamiątkowa ku czci Lecha Kaczyńskiego na ścianie Muzeum Powstania Warszawskiego w Warszawie
- 2011 – Dwupomnik Melchiora Wańkowicza w Piszu z kajakiem na jednym brzegu rzeki Pisy i książką Na tropach Smętka z mapą trasy na drugim brzegu
- 2013 – Pomnik Lecha i Marii Kaczyńskich w Radomiu[7]
- 2015 – pomnik Danuty Siedzikówny ps. „Inka” w Gdańsku[1][8]

Ponadto wykonał wiele rzeźb mniejszych rozmiarów, m.in. Koziołka Matołka u podnóża cokołu popiersia Makuszyńskiego w Zakopanem.

## Kontrowersje
Niektóre z jego prac zrealizowanych w Warszawie są krytykowane m.in. z powodu kontrowersyjnej interpretacji przedstawianych postaci (pomnik ks. Ignacego Skorupki przed katedrą warszawsko-praską), czy też zachwiania proporcji kompozycji (pomnik Stefana Starzyńskiego na placu Bankowym).
Postawiony z inicjatywy abp. Sławoja Leszka Głodzia pomnik ku czci ofiar katastrofy smoleńskiej (odsłonięty 13 listopada 2010 w kaplicy św. Doroty bazyliki Mariackiej w Gdańsku) spotkał się z protestami polskich historyków sztuki, artystów plastyków i muzealników. Dr Jacek Friedrich, historyk sztuki z Uniwersytetu Gdańskiego, nazwał go „estetycznym koszmarem” i złożył dymisję z funkcji szefa Wojewódzkiej Rady Ochrony Zabytków w Gdańsku. Z kolei odsłonięta w 2015 w Gdańsku rzeźba Danuty Siedzikówny ps. „Inka” nie przypomina bohaterki.

## Odznaczenia
- Srebrny Krzyż Zasługi (2011)[1]
- Brązowy Medal „Zasłużony Kulturze Gloria Artis” (2015)[13]
- Order Uśmiechu (1999)[1]

## Galeria

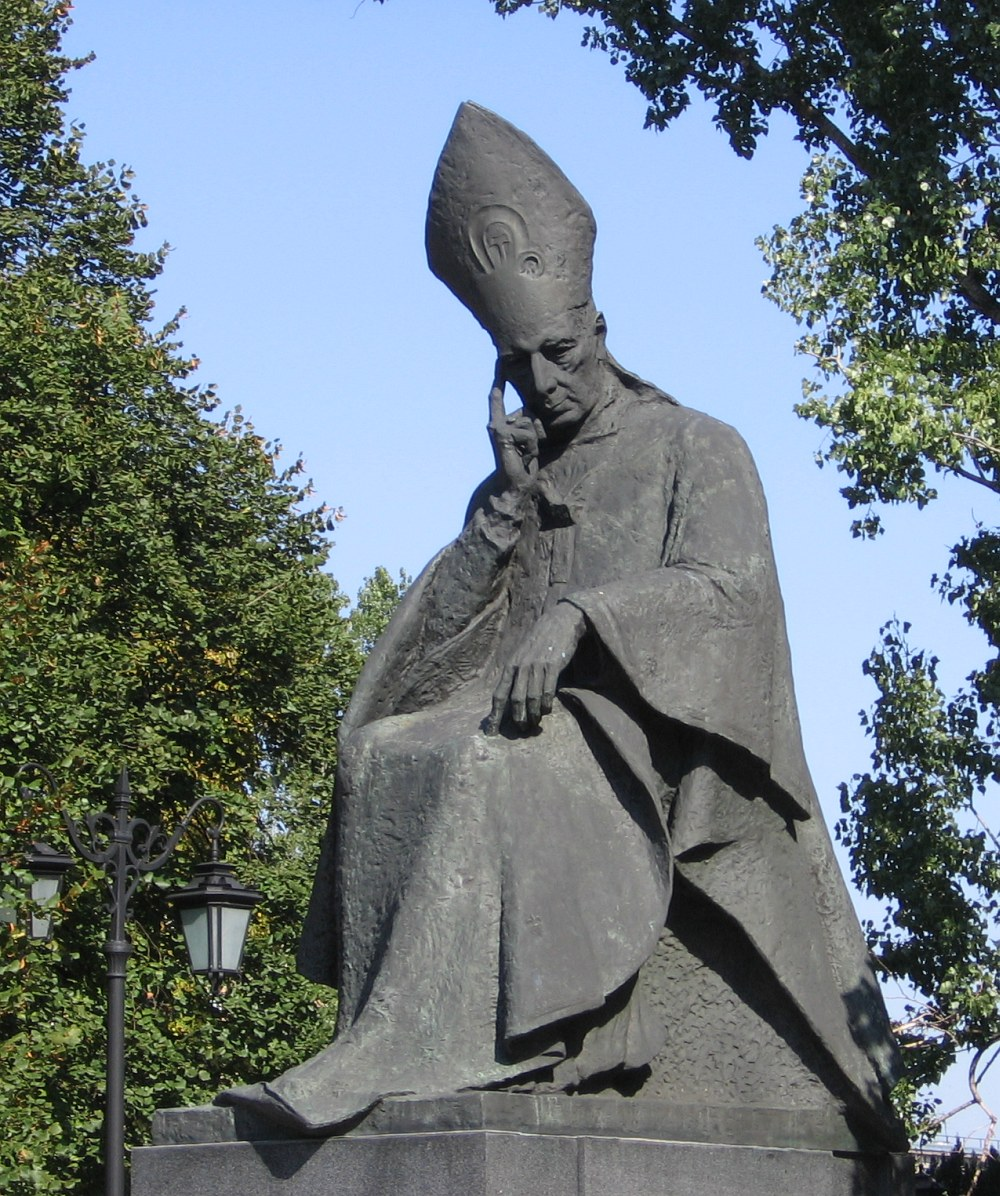
Pomnik Kard. St. Wyszyńskiego
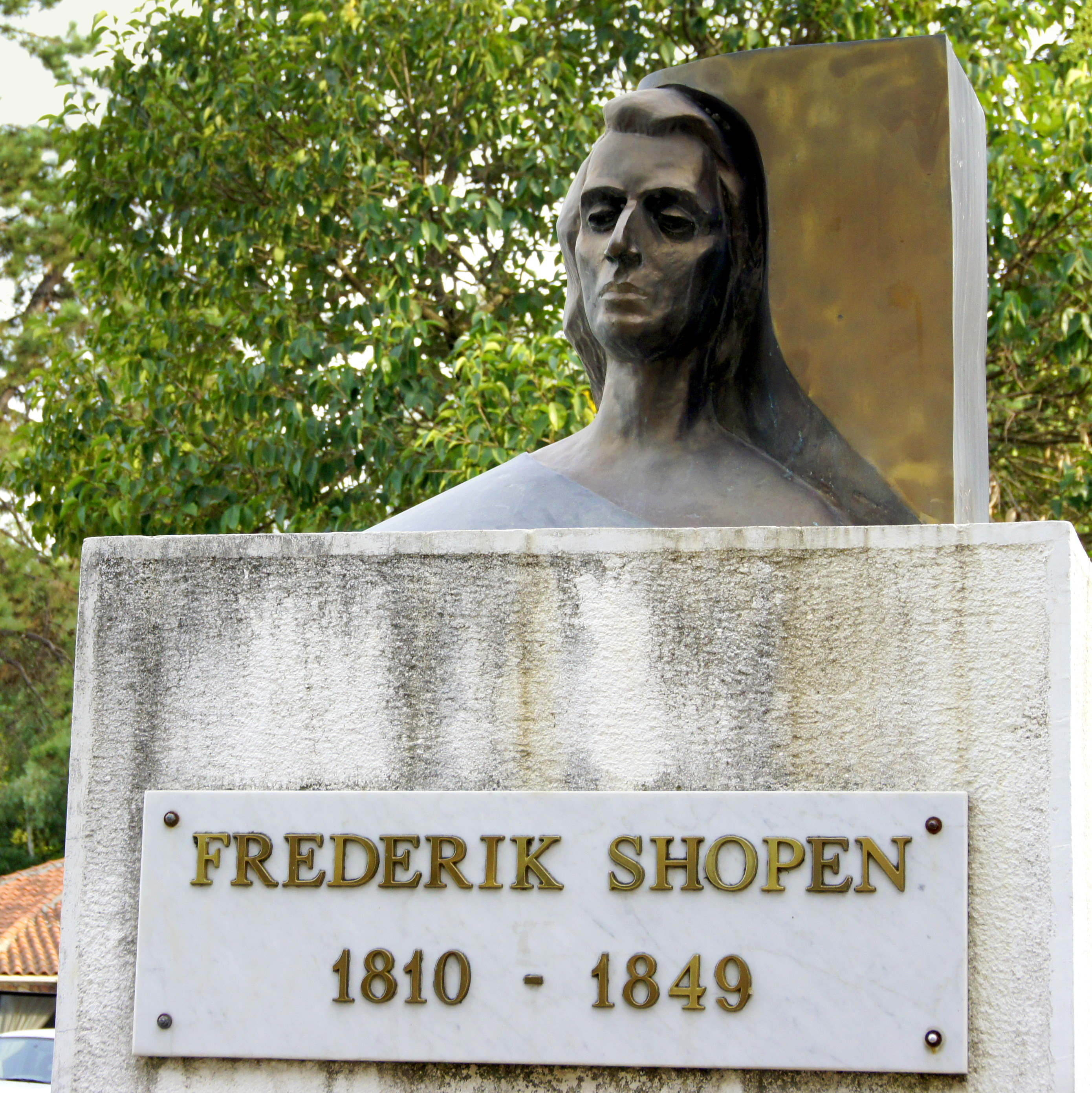
Pomnik Fryderyka Chopina w Tiranie
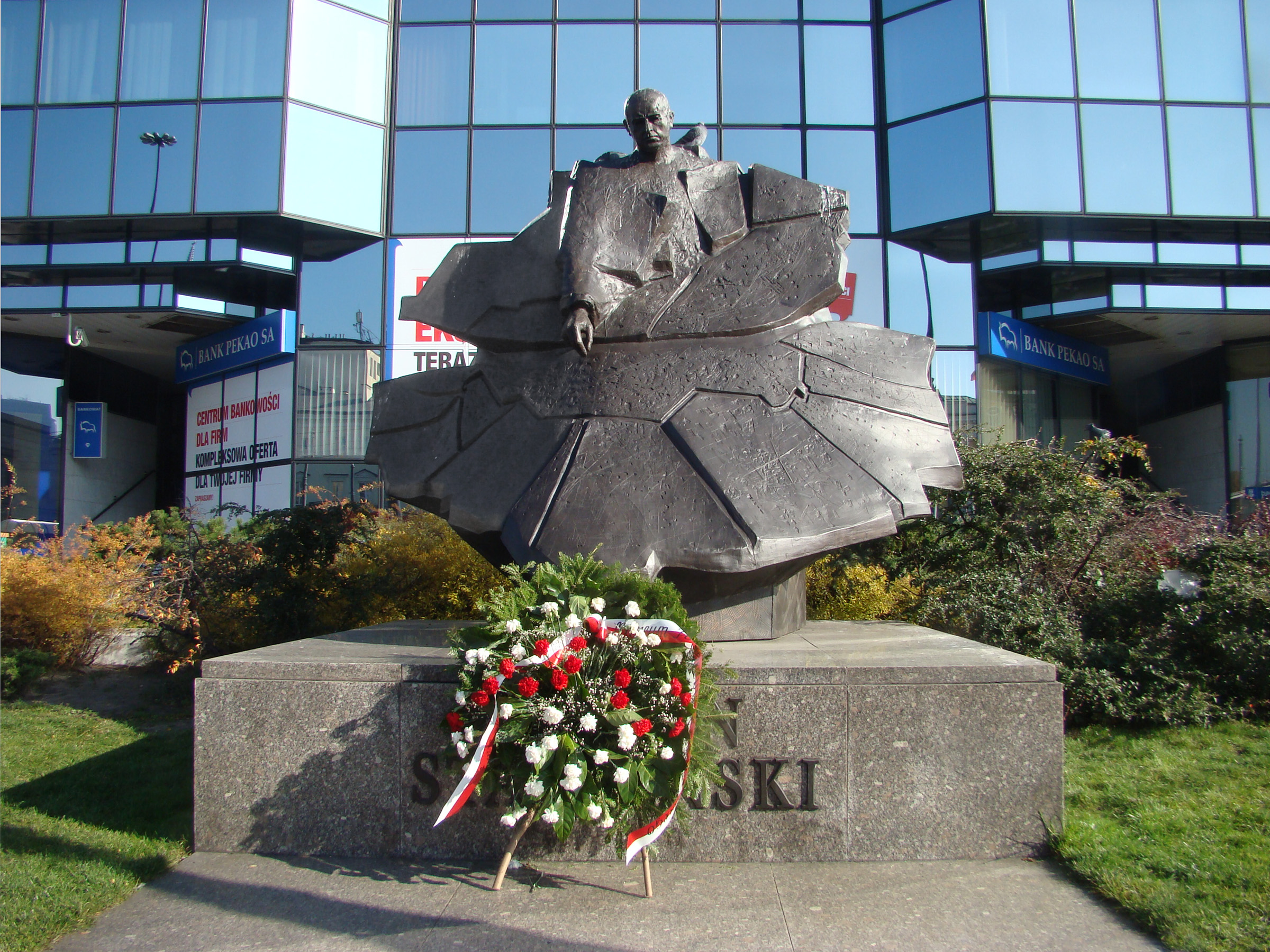
Pomnik Prez. St. Starzyńskiego
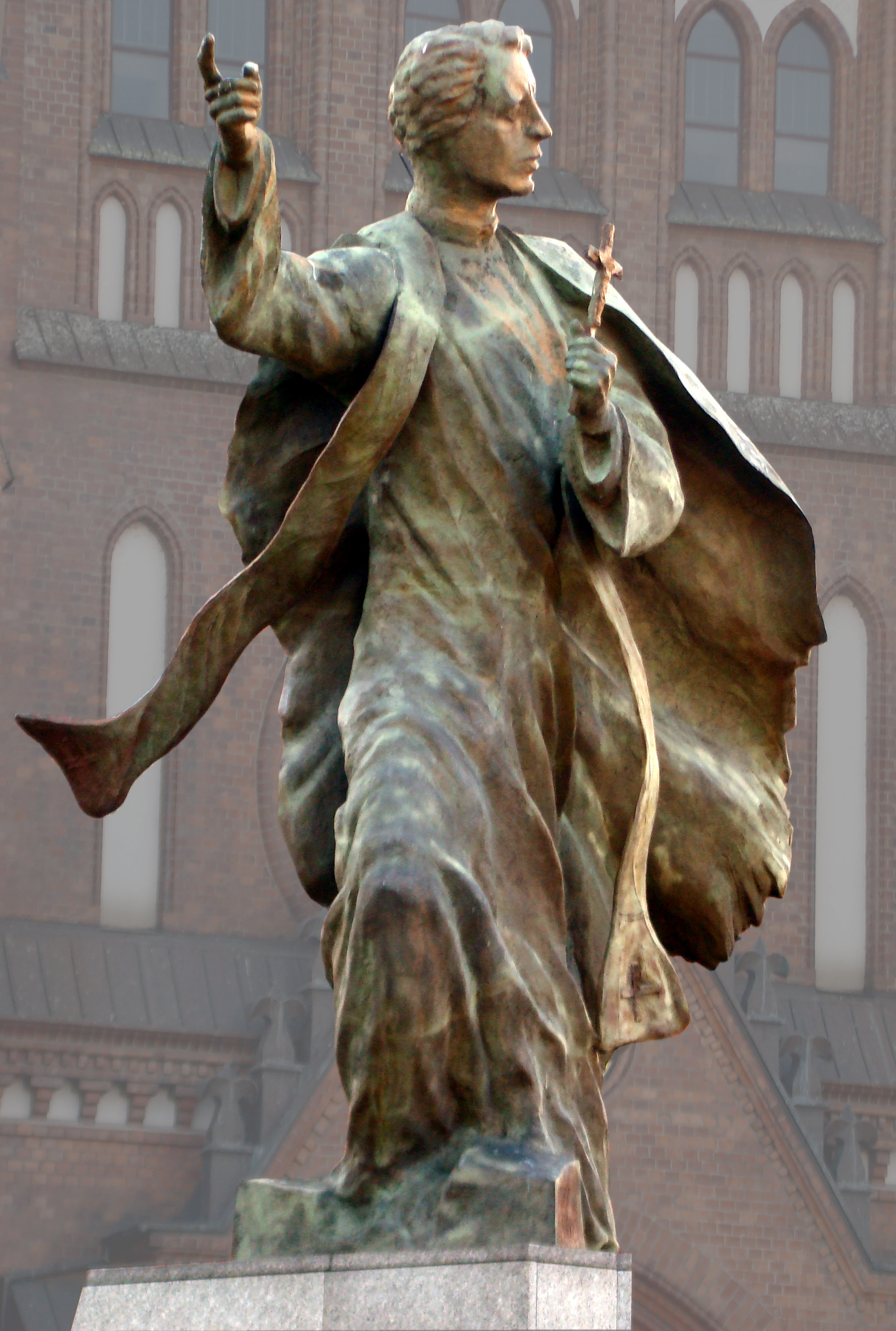
Pomnik ks. I. Skorupki
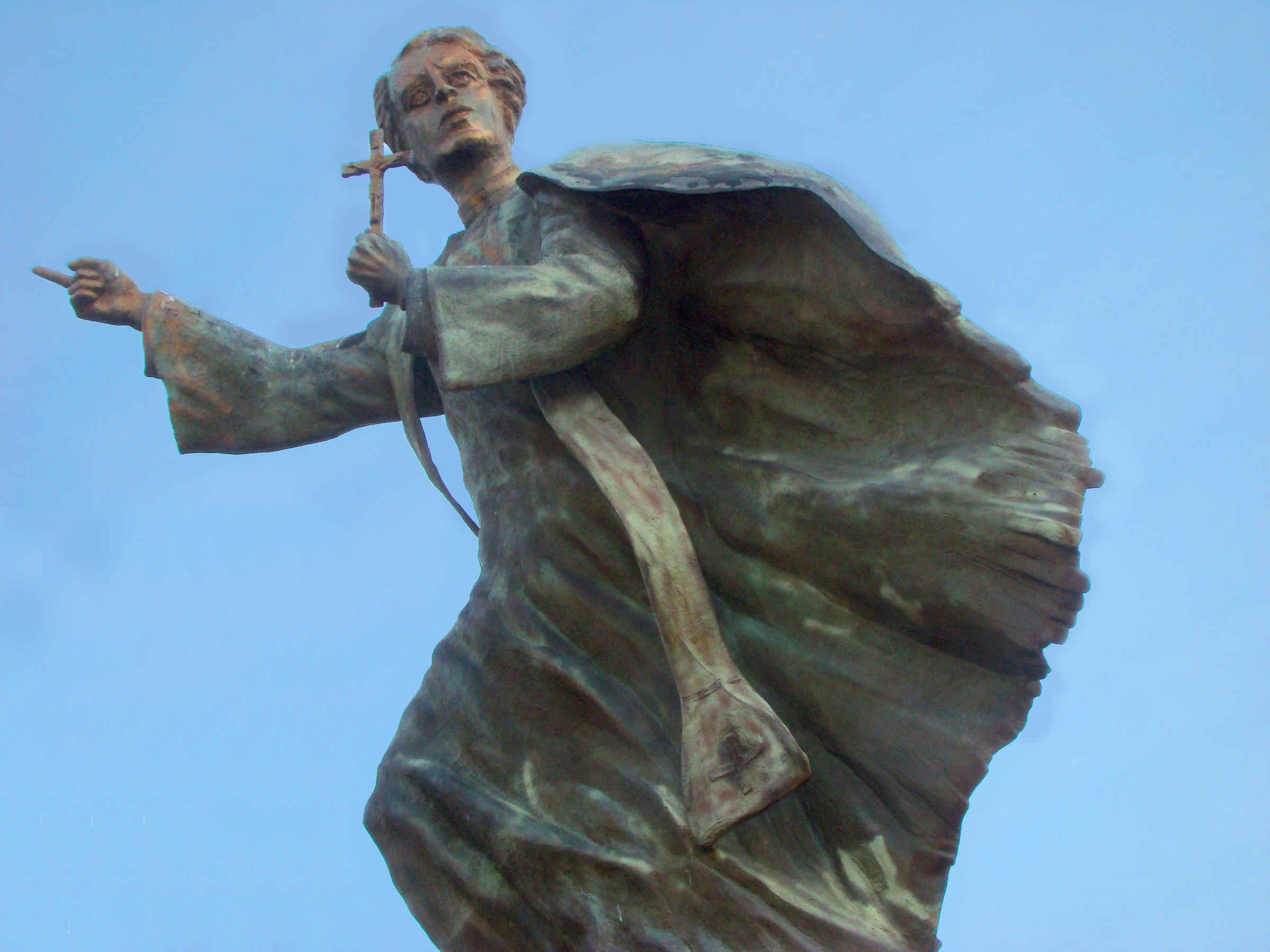
Pomnik ks. I. Skorupki
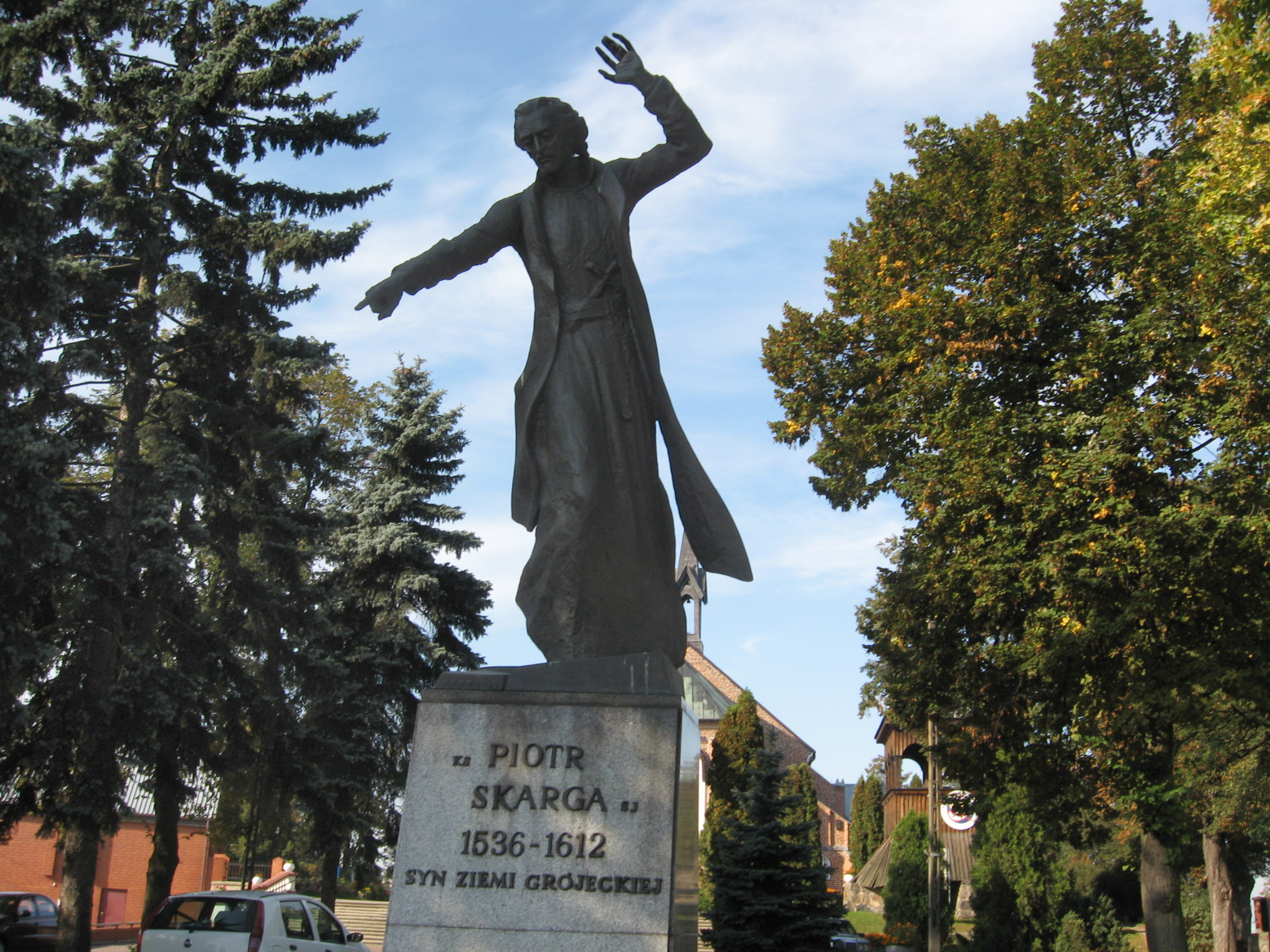
Pomnik ks. Piotra Skargi w Grójcu
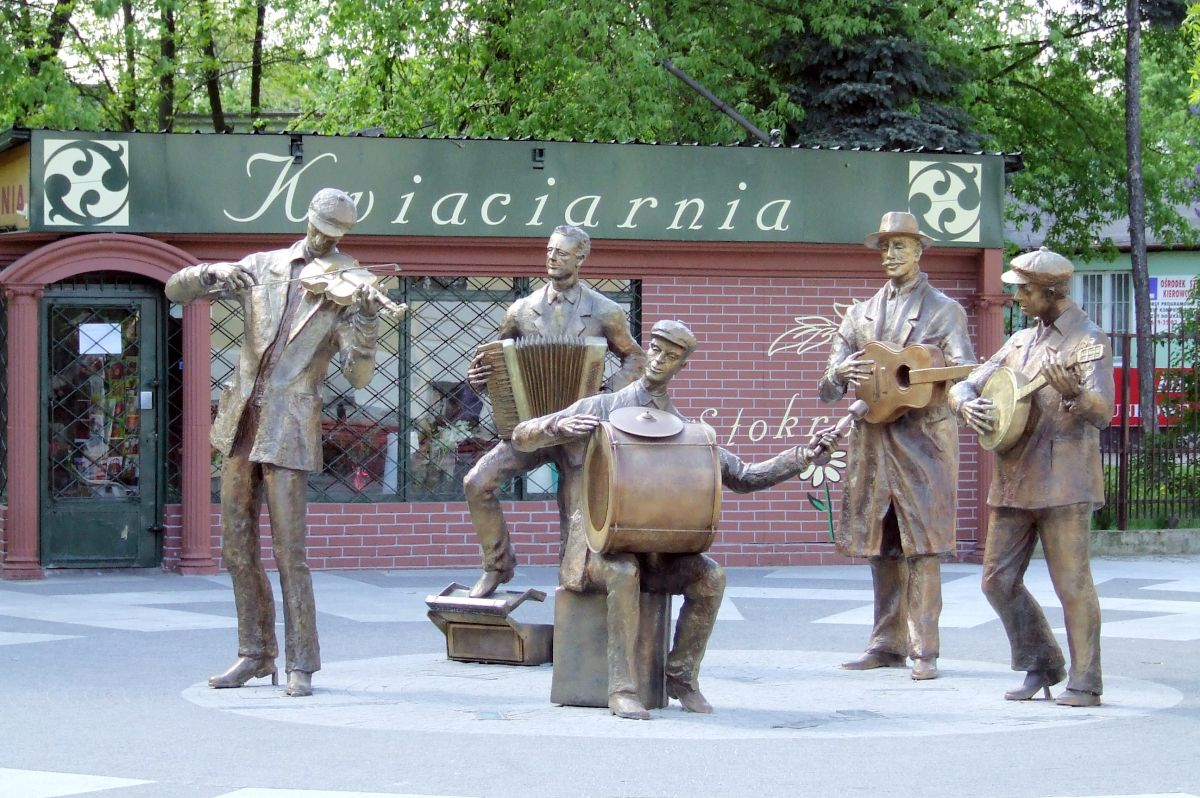
Pomnik Kapeli Praskiej
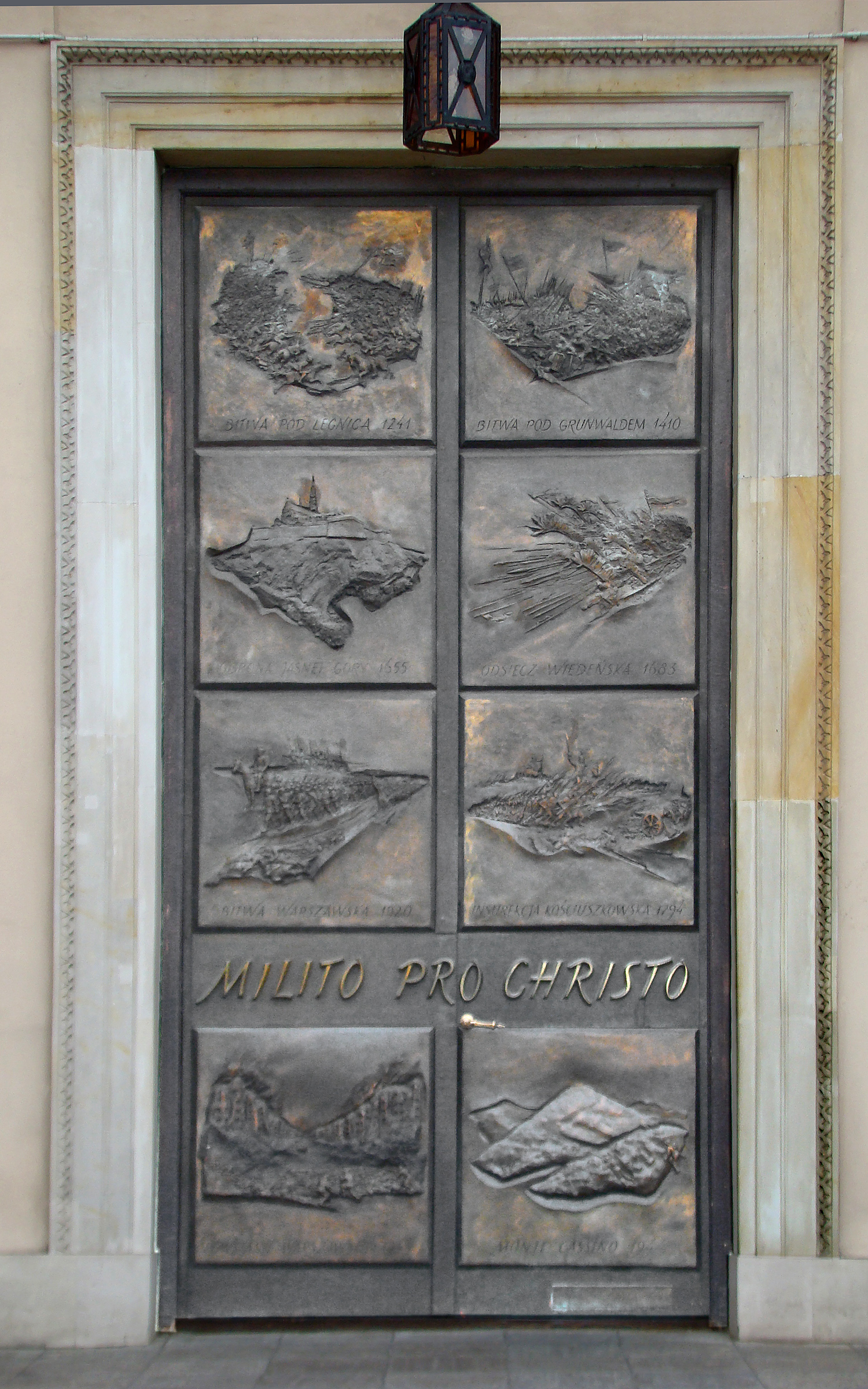
Drzwi główne w katedrze polowej WP
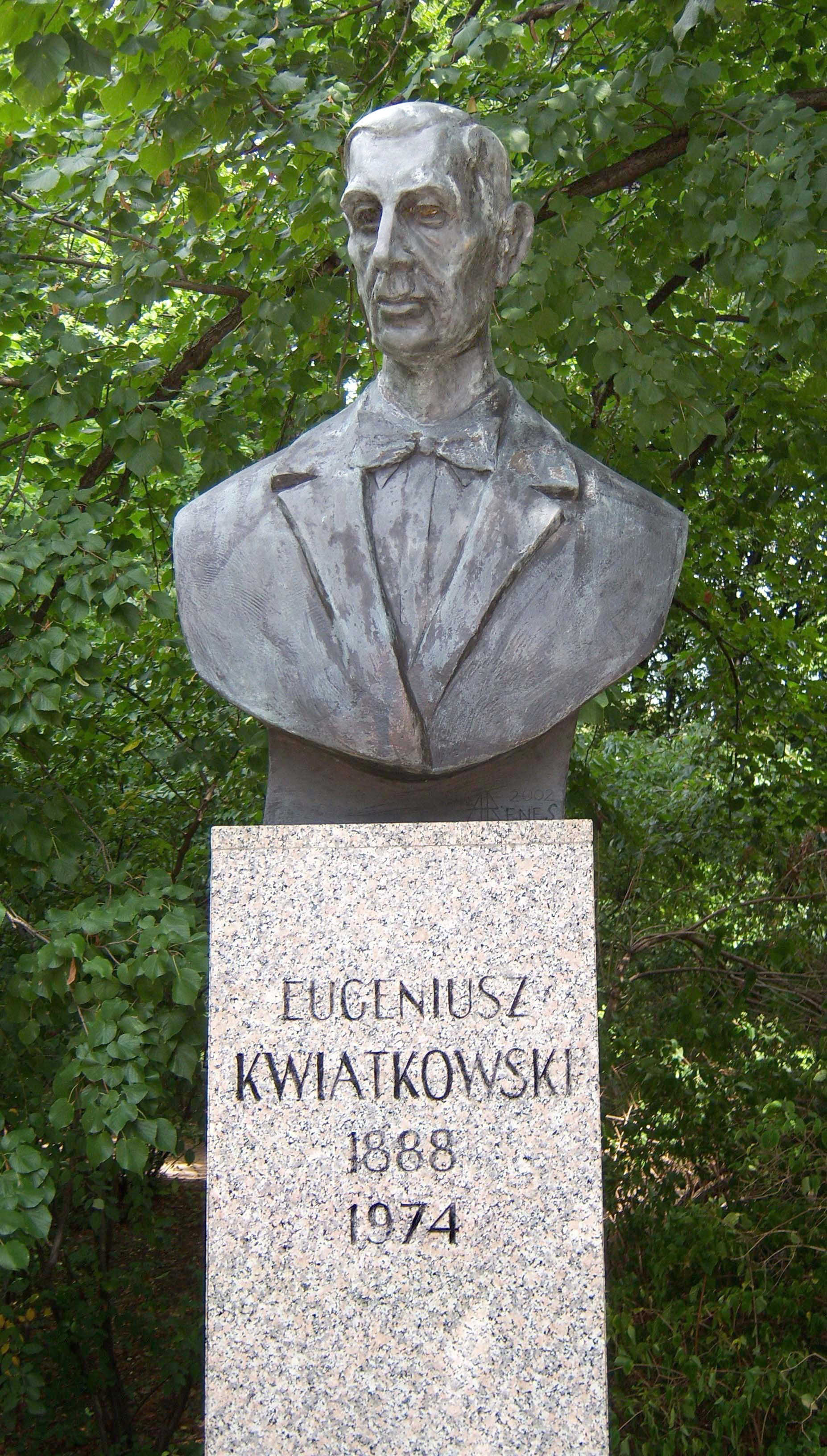
Pomnik Eugeniusza Kwiatkowskiego w Łazienkach
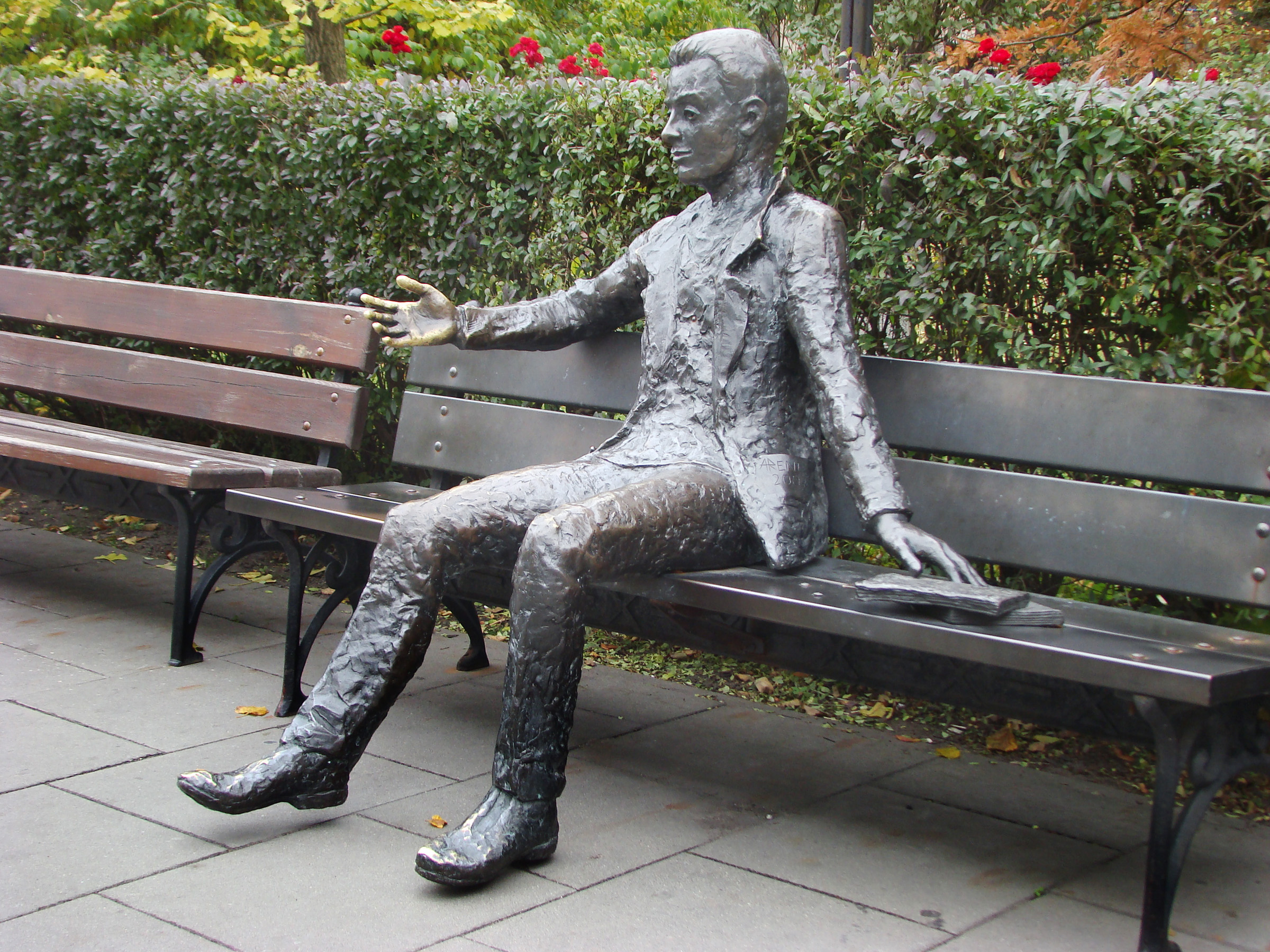
Pomnik studenta
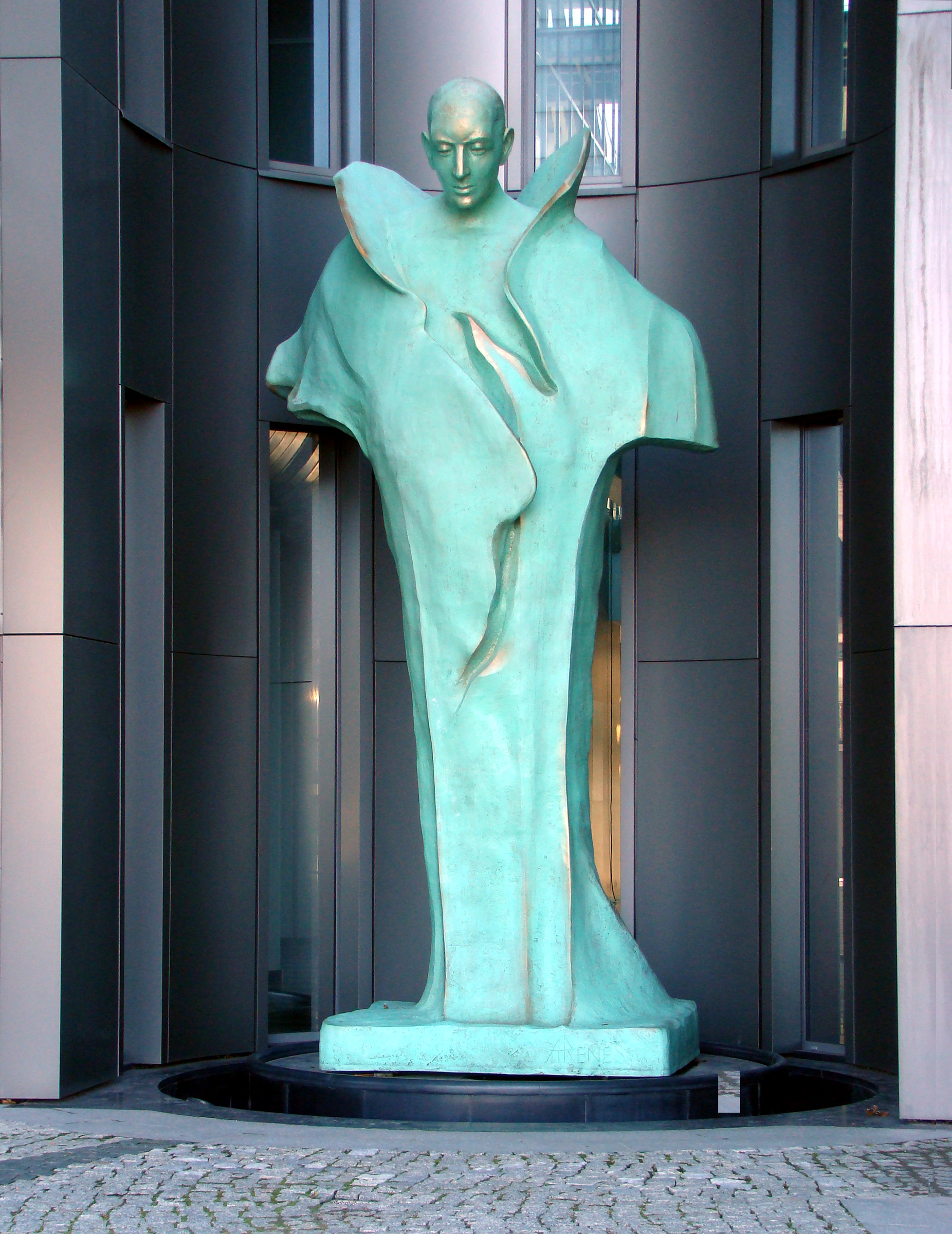
Pomnik „Wiktora” przed gmachem TVP
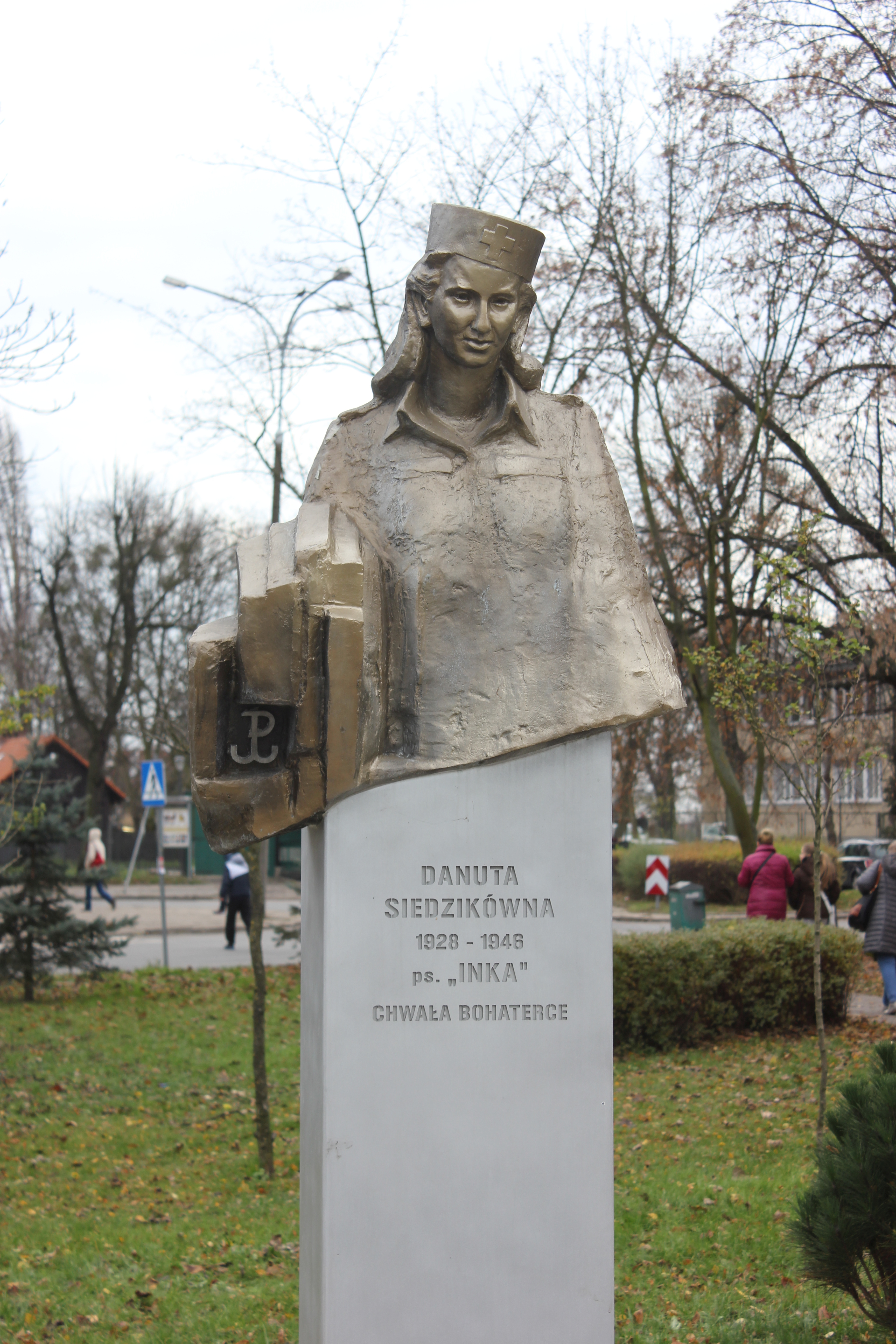
Pomnik Danuty Siedzikówny Inki w Gdańsku
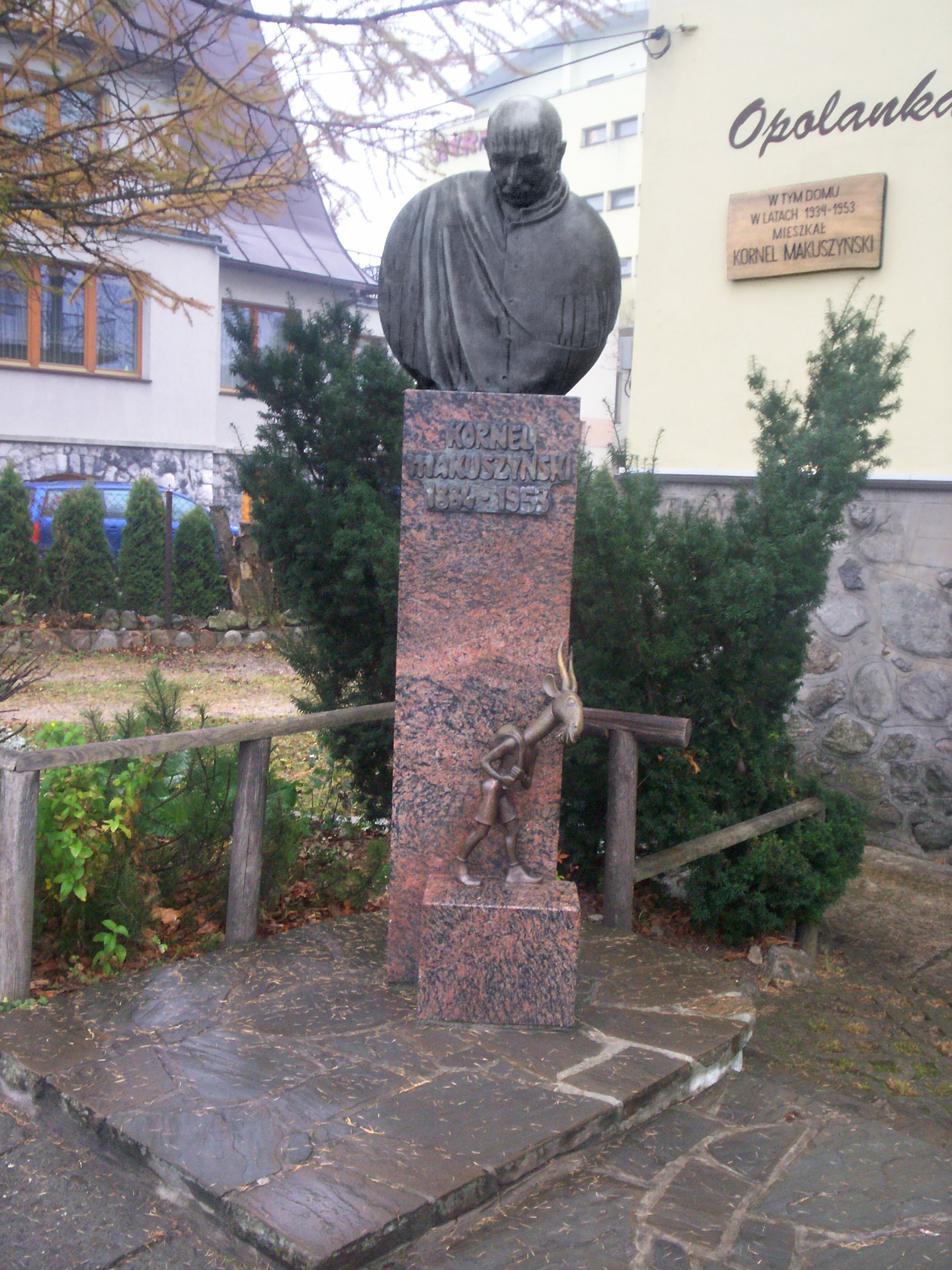
Pomnik Kornela Makuszyńskiego i Koziołka Matołka w Zakopanem
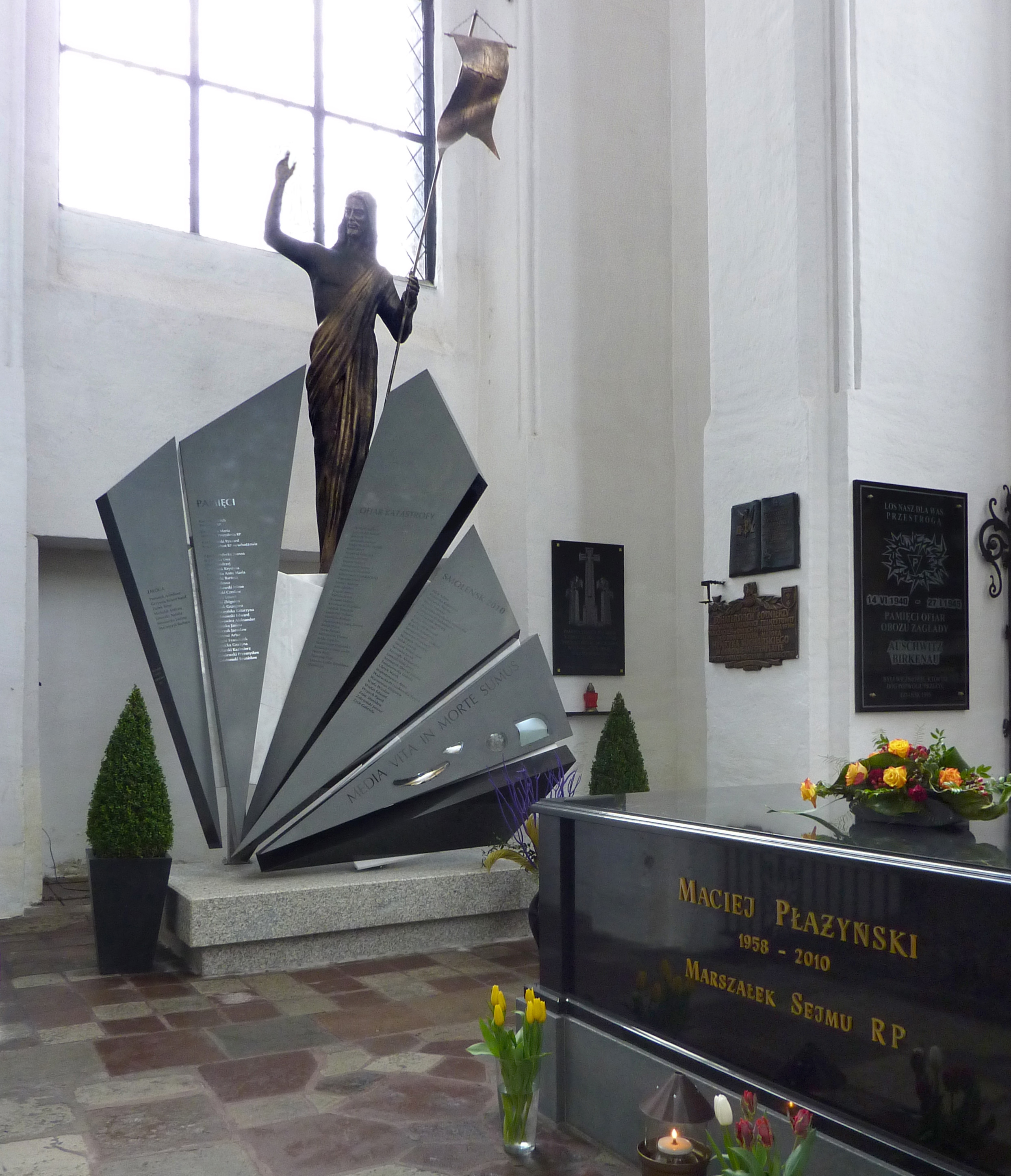
Pomnik ofiar katastrofy smoleńskiej w bazylice Mariackiej w Gdańsku
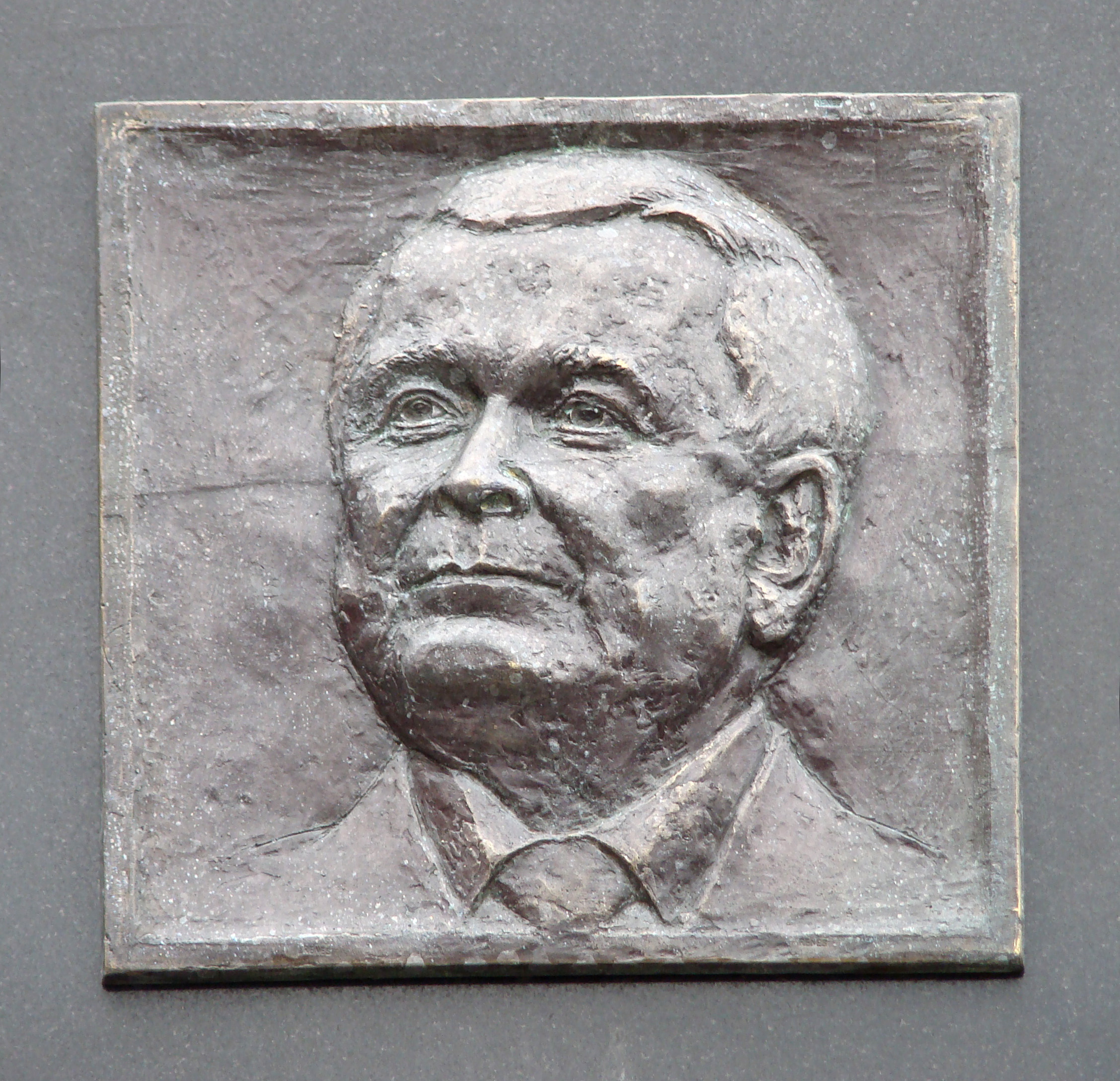
Portret Prezydenta Lecha Kaczyńskiego na tablicy pamiątkowej w Muzeum Powstania Warszawskiego
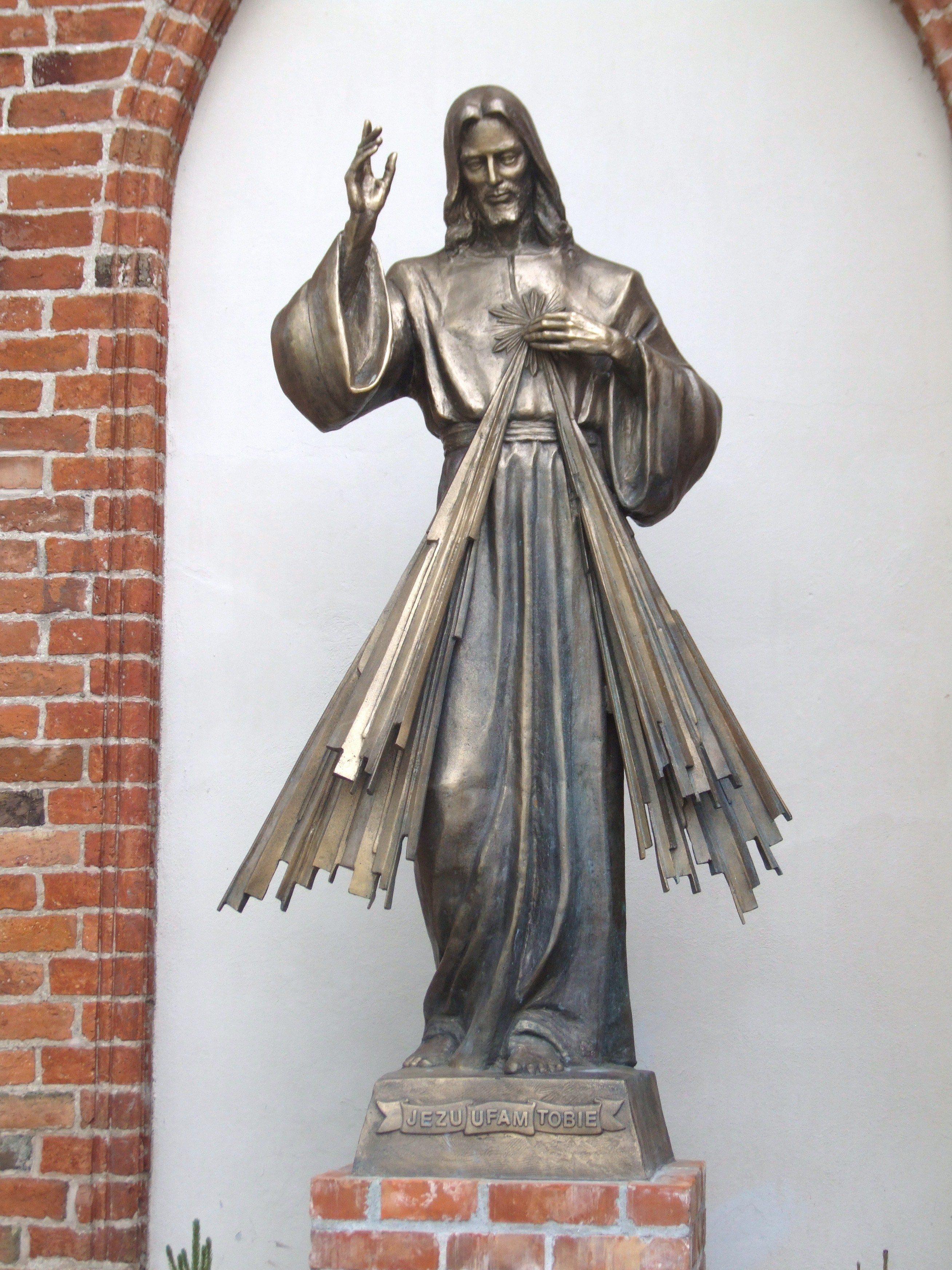
Figura Chrystusa „Jezu ufam tobie” w katedrze w Oliwie
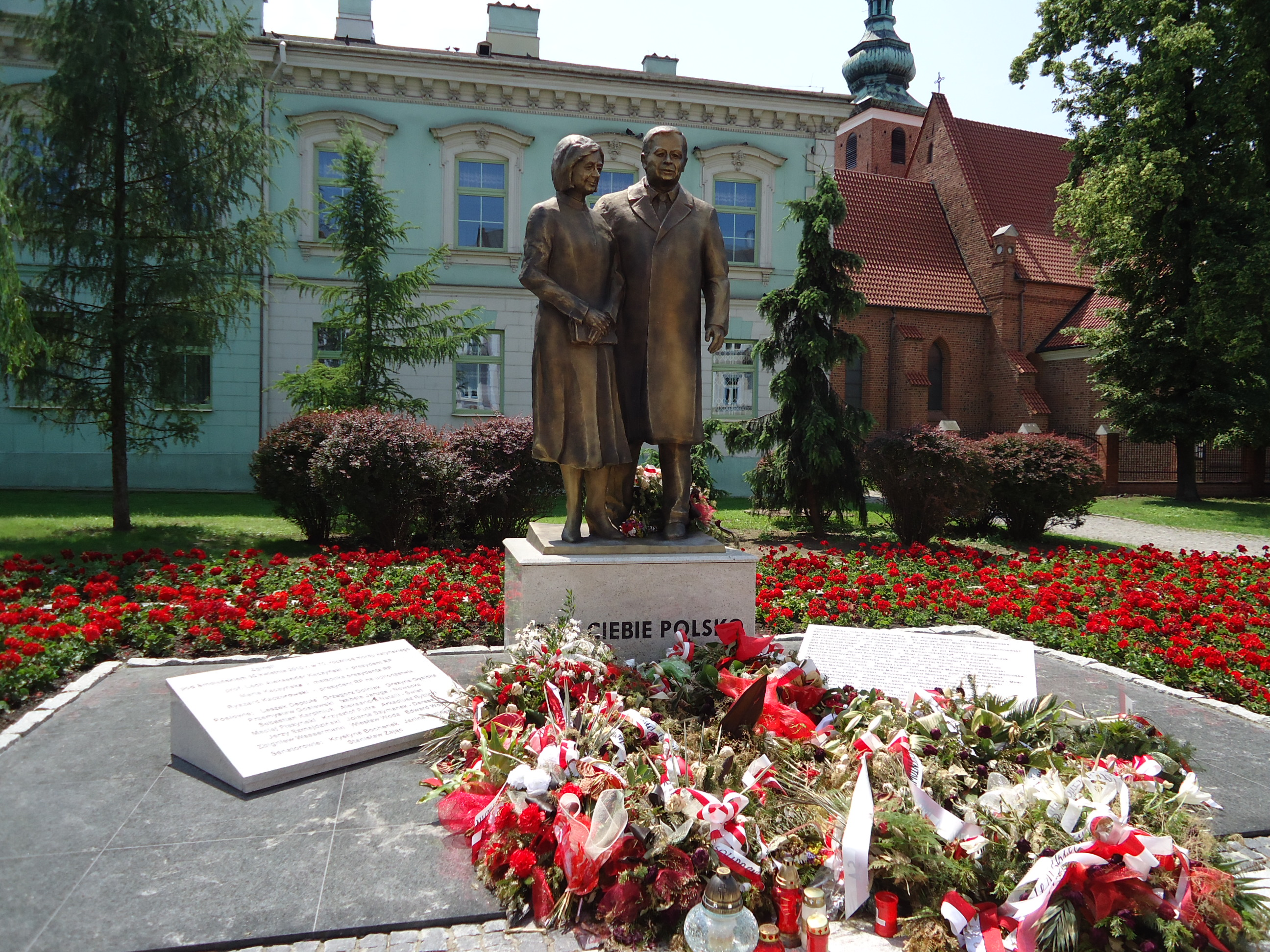
Pomnik Lecha i Marii Kaczyńskich w Radomiu